# Jens Stage
Jens Stage (Højbjerg, 8 november 1996) is een Deens voetballer die doorgaans speelt als middenvelder. In juli 2022 verruilde hij FC Kopenhagen voor Werder Bremen. Stage maakte in 2021 zijn debuut in het Deens voetbalelftal.

## Clubcarrière
Stage begon te voetballen in de jeugd van IF Lyseng en Brabrand IF. Bij die laatste club speelde hij ook in het eerste elftal, waarna hij in 2016 vertrok naar Aarhus GF. Hier maakte hij zijn professionele debuut in de wedstrijd tegen FC Midtjylland (1–1). Vanaf 2017 kreeg de middenvelder een belangrijkere rol in het eerste elftal en in het seizoen 2018/19 speelde hij alle competitieduels mee, telkens als basisspeler. Stage verkaste in de zomer van 2019 voor circa twee miljoen euro naar FC Kopenhagen, de regerend landskampioen. Na de overgang werd zijn appartement in Aarhus gevandaliseerd en er werd door een gegooid voorwerp een kleine brand gestart. Ook bij zijn nieuwe club mocht hij zich snel basisspeler noemen. Bij Kopenhagen maakte Stage in het seizoen 2019/20 ook zijn debuut in de UEFA Europa League. In de jaargang 2021/22 kroonde hij zich met Kopenhagen tot Deens landskampioen.
Na het behaalde landskampioenschap liet Stage Kopenhagen en Denemarken achter zich, toen hij voor een bedrag van circa vier miljoen euro overgenomen werd door Werder Bremen, dat net gepromoveerd was naar de Bundesliga. Bij zijn nieuwe club zette hij zijn handtekening onder een verbintenis voor de duur van vier seizoenen.

## Clubstatistieken
| Seizoen | Club          | Competitie  | Competitie | Competitie | Beker | Beker | Internationaal | Internationaal | Totaal | Totaal |
| Seizoen | Club          | Competitie  | Wed.       | Dlp.       | Wed.  | Dlp.  | Wed.           | Dlp.           | Wed.   | Dlp.   |
| ------- | ------------- | ----------- | ---------- | ---------- | ----- | ----- | -------------- | -------------- | ------ | ------ |
| 2015/16 | Aarhus GF     | Superligaen | 6          | 0          | 0     | 0     | —              | —              | 6      | 0      |
| 2016/17 | Aarhus GF     | Superligaen | 16         | 1          | 6     | 0     | —              | —              | 22     | 1      |
| 2017/18 | Aarhus GF     | Superligaen | 27         | 4          | 0     | 0     | —              | —              | 27     | 4      |
| 2018/19 | Aarhus GF     | Superligaen | 34         | 6          | 1     | 0     | —              | —              | 35     | 6      |
| 2019/20 | FC Kopenhagen | Superligaen | 31         | 5          | 2     | 0     | 15             | 1              | 48     | 6      |
| 2020/21 | FC Kopenhagen | Superligaen | 23         | 5          | 1     | 1     | 3              | 0              | 27     | 6      |
| 2021/22 | FC Kopenhagen | Superligaen | 22         | 5          | 1     | 0     | 12             | 4              | 35     | 9      |
| 2022/23 | Werder Bremen | Bundesliga  | 32         | 3          | 2     | 0     | —              | —              | 34     | 3      |
| 2023/24 | Werder Bremen | Bundesliga  | 3          | 1          | 1     | 0     | —              | —              | 4      | 1      |
| Totaal  | Totaal        | Totaal      | 194        | 30         | 14    | 1     | 30             | 5              | 238    | 36     |

Bijgewerkt op 7 september 2023.

## Interlandcarrière
Stage maakte zijn debuut in het Deens voetbalelftal op 15 november 2021, toen een kwalificatiewedstrijd voor het WK 2022 gespeeld werd tegen Schotland. Door doelpunten van John Souttar en Ché Adams won dat land met 2–0. Stage moest van bondscoach Kasper Hjulmand op de reservebank beginnen en hij mocht negen minuten na rust invallen voor Jens Jønsson. De andere Deense debutant dit duel was Mikael Uhre (Brøndby IF).
| Interlands van Jens Stage voor Denemarken | Interlands van Jens Stage voor Denemarken | Interlands van Jens Stage voor Denemarken | Interlands van Jens Stage voor Denemarken | Interlands van Jens Stage voor Denemarken | Interlands van Jens Stage voor Denemarken | Interlands van Jens Stage voor Denemarken |
| №                                         | Datum                                     | Wedstrijd                                 | Uitslag                                   | Competitie                                | Goals                                     |                                           |
| Als speler bij FC Kopenhagen              | Als speler bij FC Kopenhagen              | Als speler bij FC Kopenhagen              | Als speler bij FC Kopenhagen              | Als speler bij FC Kopenhagen              | Als speler bij FC Kopenhagen              | Als speler bij FC Kopenhagen              |
| ----------------------------------------- | ----------------------------------------- | ----------------------------------------- | ----------------------------------------- | ----------------------------------------- | ----------------------------------------- | ----------------------------------------- |
| 1                                         | 15 november 2021                          | Schotland – Denemarken                    | 2 – 0                                     | WK 2022 kwalificatie                      |                                           |                                           |

Bijgewerkt op 7 september 2023.

## Erelijst
| Superligaen | 1 | 2021/22 |